# Fernsehturm Angelburg
Der Fernsehturm Angelburg (Funkübertragungsstelle Eschenburg 1) ist ein 171 m hoher Fernmeldeturm im Schelder Wald in Hessen. Er befindet sich etwa 1 km östlich von Hirzenhain-Bahnhof (Ortsteil von Eschenburg) auf dem 609 m hohen Berg Angelburg und gehört zu den sogenannten Grundnetzsendern.
Der 1968 in Betrieb genommene Typenturm (FMT 3) ist der höchste Fernsehturm Mittelhessens und war bis 2011 auch das mit Abstand höchste Bauwerk im Lahn-Dill-Kreis. Seit seiner Fertigstellung zur Jahreswende 2012/2013 ist der Windpark Hohenahr mit seinen sieben 198,5 m hohen Windkraftanlagen der neue Rekordhalter. Über 678 Stufen oder einen Aufzug gelangen die Mitarbeiter der Station nach oben. In rund 48 m Höhe, auf der untersten und größten von insgesamt vier Plattformen, befindet sich das Betriebsgeschoss. Für die Öffentlichkeit ist der Turm nicht zugänglich.
Ausgestrahlt werden hier zwölf öffentlich-rechtliche Fernsehprogramme im Digitalstandard DVB-T und ein UKW-Hörfunkprogramm. Außerdem wird der Fernsehturm von den Mobilfunkbetreibern Telekom Deutschland und E-Plus sowie von Katastrophenschutz und Polizei genutzt. Die Deutsche Funkturm, eine Tochtergesellschaft der Deutschen Telekom, ist Besitzerin des Turmes; betrieben wird er durch die T-Systems, ebenfalls eine Tochter der Telekom.

## Frequenzen und Programme

### Analoges Radio (UKW)
Beim Antennendiagramm sind im Falle gerichteter Strahlung die Hauptstrahlrichtungen in Grad angegeben.
| Frequenz (MHz) | Programm      | RDS PS             | RDS PI                | Regionalisierung    | ERP (kW) | Antennendiagramm rund (ND)/gerichtet (D) | Polarisation horizontal (H)/vertikal (V) |
| -------------- | ------------- | ------------------ | --------------------- | ------------------- | -------- | ---------------------------------------- | ---------------------------------------- |
| 100,0          | Hit Radio FFH | _FFH-GI_, __FFH___ | D668 (regional), D368 | Mittelhessen/Gießen | 30       | D (90°-230°)                             | H                                        |

### Digitales Fernsehen (DVB-T)
Die DVB-T-Ausstrahlungen auf dem Mast liefen seit 29. Mai 2006. Er sendete nur den Kanal 32 im Gleichwellenbetrieb (Single Frequency Network) mit anderen Sendestandorten. 
Am 7. Oktober 2010 wurde beim ZDFmobil Multiplex ein Kanalwechsel von Kanal 52 auf Kanal 45 durchgeführt.
Auch Teile Nordrhein-Westfalens (südöstliche Teile des Kreises Siegen-Wittgenstein) wurden mit DVB-T versorgt, die nicht vom Gleichwellennetz Südwestfalen erreicht wurden. Jedoch war nicht die – eigentlich regional zuständige – Lokalzeit Siegen zu sehen. Dies lag daran, dass der WDR nur die Lokalzeit Köln bundesweit ins ARD-eigene HYBNET einspeist und die regionalisierte Version nur innerhalb von NRW zur Verfügung stellt.
Der DVB-T-Standort wurde zum 24. April 2018 abgeschaltet. Eine Umstellung auf DVB-T2 HD ist nicht vorgesehen.
| Kanal | Frequenz (MHz) | Multiplex                      | Programme im Multiplex                                                                                     | ERP (kW) | Antennendiagramm rund (ND)/ gerichtet (D) | Polarisation horizontal (H)/ vertikal (V) | Modulations- verfahren | FEC | Guard- intervall | Bitrate (MBit/s) | Gleichwellennetz (SFN)                                                            |
| ----- | -------------- | ------------------------------ | --- | -------- | ----------------------------------------- | ----------------------------------------- | ---------------------- | --- | ---------------- | ---------------- | --------------------------------------------------------------------------------- |
| 32    | 562            | ARD Digital (hr)               | - Das Erste (hr) - Phoenix - ARTE - tagesschau24                                                           | 50       | ND                                        | H                                         | 16-QAM (8-k-Modus)     | 2/3 | 1/4              | 13,27            | Angelburg, Hoher Meißner, Essigberg (Fernmeldeturm Habichtswald), Rimberg (Knüll) |
| 24    | 498            | ARD regional (hr) Mittelhessen | - hr-fernsehen - Bayerisches Fernsehen Nord (Franken) - SWR Fernsehen Rheinland-Pfalz - WDR Fernsehen Köln | 50       | ND                                        | H                                         | 16-QAM (8-k-Modus)     | 2/3 | 1/4              | 13,27            | Angelburg                                                                         |
| 45    | 666            | ZDFmobil                       | - ZDF - 3sat - ZDFinfo - KiKA (06–21:00 Uhr)/ZDFneo (21–06:00 Uhr)                                         | 50       | ND                                        | H                                         | 16-QAM (8-k-Modus)     | 2/3 | 1/4              | 13,27            | Angelburg                                                                         |

### Ehemalige analoge Programme
Vor der Umstellung auf DVB-T liefen hier die folgenden analogen TV-Sender:
| Kanal | Frequenz (MHz) | Programm     | ERP (kW) | Antennendiagramm rund (ND)/ gerichtet (D) | Polarisation horizontal (H)/ vertikal (V) |
| ----- | -------------- | ------------ | -------- | ----------------------------------------- | ----------------------------------------- |
| 24    | 495,25         | ZDF          | 500      | ND                                        | H                                         |
| 52    | 719,25         | hr-fernsehen | 500      | ND                                        | H                                         |

## Umbauten

### Demontage der Spitze im Oktober 2020
Durch die Abschaltung des DVB-T1-Senders Angelburg im April 2018 wurde die im oberen Teil befindliche Sendetechnik überflüssig, daher wurde dieser Teil am 21. Oktober 2020 vom Schweizer Spezialunternehmen Heliswiss International AG mit Hilfe eines Transporthubschraubers vom Typ Kamow Ka-32 demontiert.
Die Demontage der beiden GFK-Zylinder reduziert die Bauwerkshöhe um ca. 15 Meter.

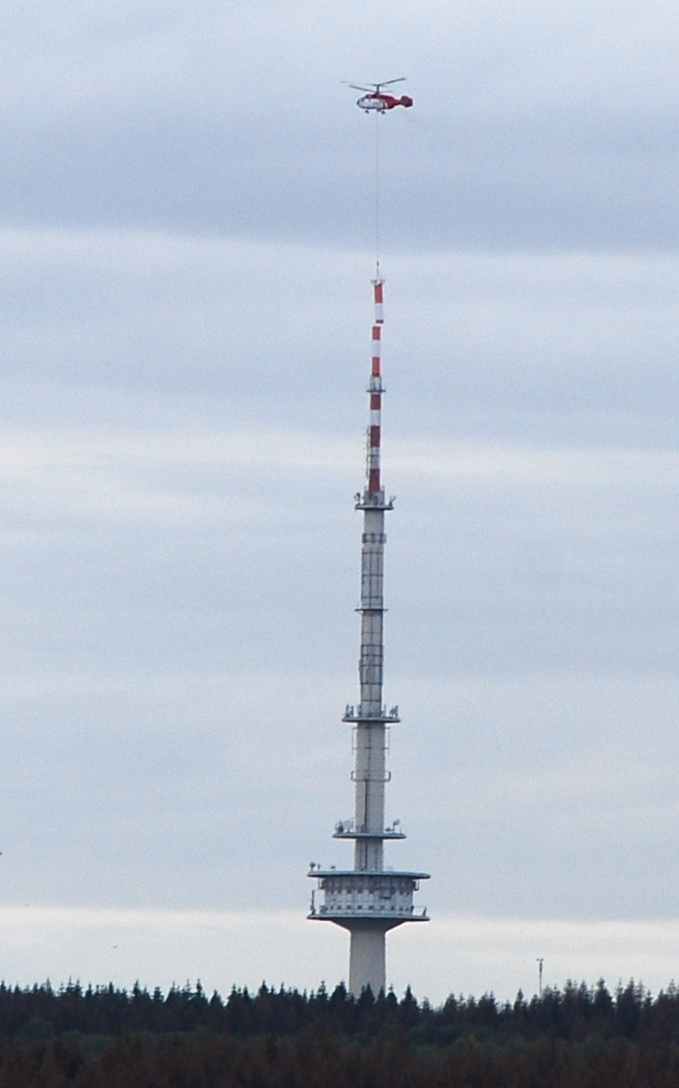
Demontage des ersten Bauteils
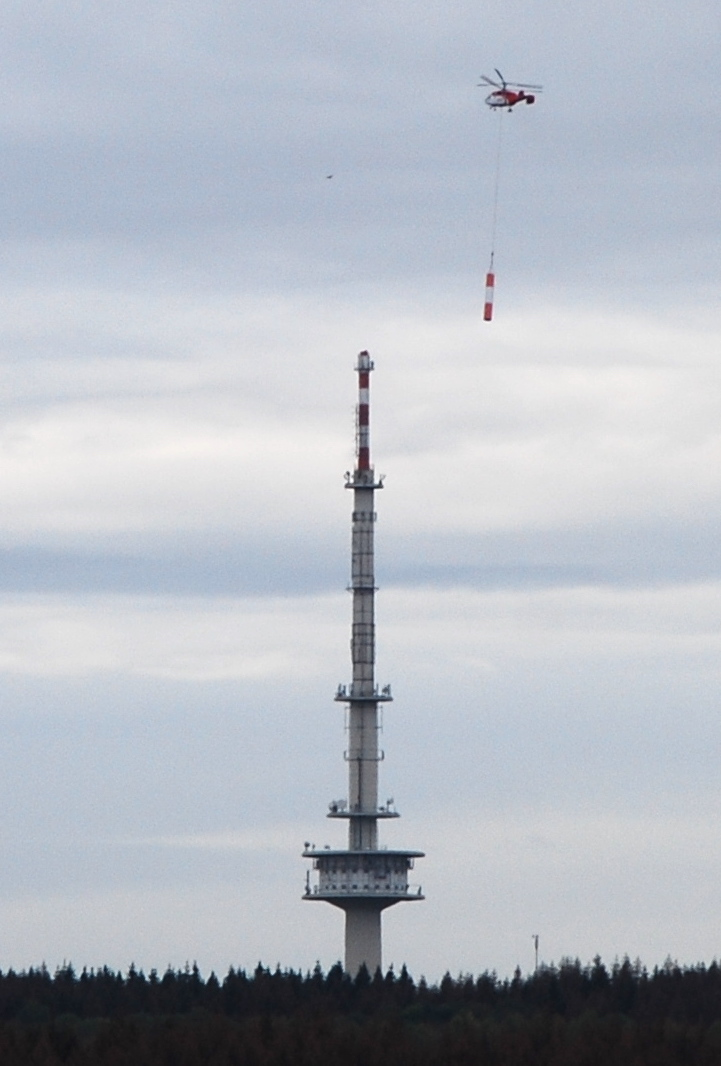
Demontage des zweiten Bauteils